# Линде, Андрей Дмитриевич
Андре́й Дми́триевич Ли́нде (род. 2 марта 1948, Москва) — советский и американский физик. Профессор Стэнфордского университета, член Национальной АН США (2008).

## Биография
Сын физиков И. В. Ракобольской (1919—2016) и Д. П. Линде (1919—2006).
В 1966 году[уточнить] окончил школу № 52 (в настоящее время Гимназия № 1514) Москвы, а в 1972 году — физический факультет МГУ.
В 1975 году защитил кандидатскую диссертацию в Физическом институте им. Лебедева (научный руководитель Д. А. Киржниц).
Доктор физико-математических наук (1984).
С 1989 года работал в теоретическом отделе Европейской организации по ядерным исследованиям ЦЕРН (CERN) в Швейцарии.
В 1990 году эмигрировал в США, стал профессором физики Стэнфордского университета, ныне Stanford Institute for Theoretical Physics при нём.
Наиболее известное его научное достижение — разработка новой инфляционной модели Вселенной (хаотическая теория инфляции) в 1982 году[уточнить] (первоначальная версия была предложена Аланом Гутом в 1981 году).
Награждён наградами и премиями, среди которых медаль Оскара Клейна (2001), медаль Дирака (2002), премия Грубера по космологии (2004), Премия по фундаментальной физике (2012), премия Кавли (2014), Премия имени Георгия Гамова (2018) за «разработку бесконечной инфляционной модели расширения Вселенной», медаль Institut d'astrophysique de Paris, Robinson Prize for Cosmology Ньюкаслского университета и Ломоносовская премия АН СССР.
Женат на Ренате Каллош (выпускница МГУ, профессор Стэнфордского университета, физика элементарных частиц), есть сыновья.

## Общественная позиция
В феврале 2022 подписал открытое письмо российских учёных с осуждением вторжения России на Украину и призывом вывести российские войска с украинской территории.